# René Le Bègue
René Le Bègue (ur. 15 stycznia 1914 roku w Paryżu, zm. 24 lutego 1946 roku w Wersalu) – francuski kierowca wyścigowy i rajdowy.

## Życiorys
W swojej karierze wyścigowej de Mazaud poświęcił się startom w wyścigach Grand Prix oraz w wyścigach samochodów sportowych. W 1939 roku Francuz był klasyfikowany w Mistrzostwach Europy AIACR. W Grand Prix Francji stanął na najniższym stopniu podium. Z dorobkiem 27 punktów uplasował się tam na piętnastej pozycji w klasyfikacji generalnej. Rok później startował w Stanach Zjednoczonych, w mistrzostwach AAA Championship Car. Wyścig Indianapolis 500 ukończył na dziesiątym miejscu.
W czasie II wojny światowej Le Bègue kontynuował starty w wyścigach, a także dołączył do francuskich sił oporu. Po wojnie został mianowany prezydentem Francuskiego Stowarzyszenia Kierowców (AGACI). Planował także wrócić do wyścigów, jednak zmarł poprzez zatrucie gazem we własnym domu. Na jego cześć nazwano wyścig René le Bègue Cup 1946